# Heeresfliegerregiment 16

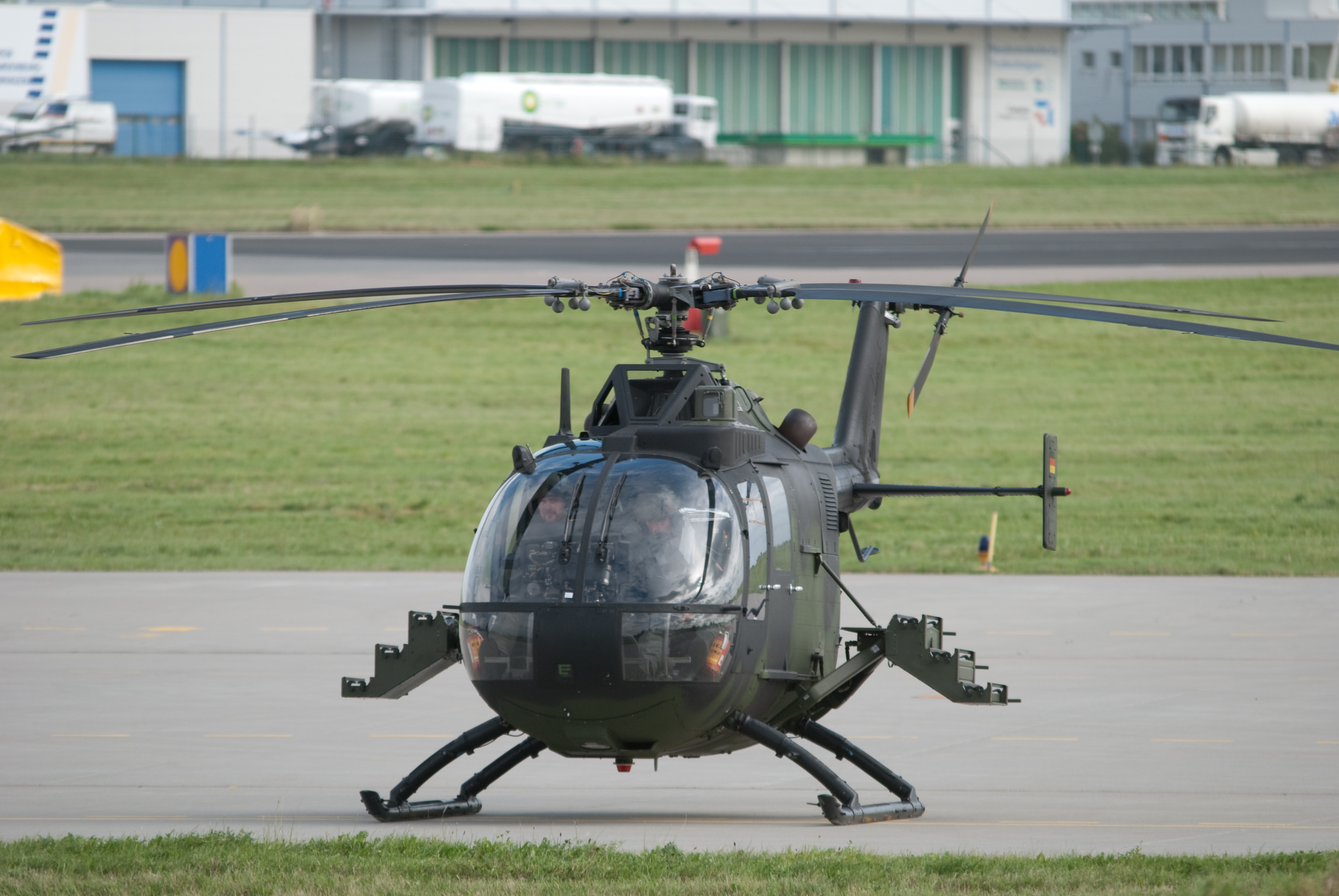
Panzerabwehrhubschrauber vom Typ Bölkow Bo 105 PAH 1 waren das Hauptwaffensystem des Heeresfliegerregiments 16

Das Heeresfliegerregiment 16 (HFlgRgt 16) war ein Panzerabwehrhubschrauberregiment der Bundeswehr. Es wurde 1979 aufgestellt und 2002 im Rahmen der allgemeinen Umstrukturierung der Bundeswehr und der Vorbereitung auf die Einführung der neuen Hubschraubertypen NH90 und Eurocopter Tiger bei anderen Heeresfliegerregimentern aufgelöst.

## Geschichte
Das Regiment wurde am 2. April 1979 von einem kleinen Stab unter Führung von Oberst Baumann aufgestellt und übernahm am 24. Oktober 1979 den ersten von insgesamt 56 Panzerabwehrhubschraubern (PAH) Bo 105 PAH 1.
Der Standort des Regiments war die Immelmann-Kaserne in Celle-Wietzenbruch, Niedersachsen.
Von 1987 bis 1990 war Bernhard Granz Regimentskommandeur.

## Unterstellungsverhältnis
Zuletzt war das Regiment der Luftmechanisierten Brigade 1 innerhalb des IV. Korps unterstellt.

## Aufgaben und Gliederung (Kurzbeschreibung)
Die Kernaufgabe war die Unterstützung der Kampftruppe bei der Panzerabwehr mit Panzerabwehrhubschraubern vom Typ Bölkow Bo 105 (PAH 1A1). Für die Erfüllung dieses Auftrags standen dem Regiment im Frieden rund 1.600, im Krisenfall rund 1.900 Soldaten zur Verfügung.
Das Regiment gliederte sich zuletzt in eine Stabs- und Versorgungsstaffel, eine Fliegende Abteilung, eine Luftfahrzeugtechnische Abteilung, zwei Sicherungsstaffeln sowie eine Feldersatzstaffel. Diese Einheiten nahmen jeweils vielfältige Aufgaben wahr:
- Die Stabs- und Versorgungsstaffel unterstützte den Stab bei der Führung des Regiments und war für die Versorgung mit Betriebsstoff, Munition und Verpflegung zuständig.
- Die Fliegende Abteilung 161 sollte die Panzerabwehr gemäß Auftrag durchführen und bestand aus einer Stabs/Flugbetriebsstaffel und drei PAH-Staffeln mit je vier Schwärmen. In Friedenszeiten waren jedoch lediglich zwei Staffeln mit je drei Schwärmen aktiv. Die anderen sechs Schwärme waren gekadert, d. h. ihr Gerät und Material waren zwar vorhanden, das Personal wurde allerdings (theoretisch) erst in Krisenzeiten zugeführt.
- Die Luftfahrzeugtechnische Abteilung war für die Kontrolle, Wartung und Instandhaltung der Hubschrauber verantwortlich und bestand aus einer Stabsstaffel, einer Wartungsstaffel und einer Instandsetzungsstaffel.
- Die beiden Sicherungsstaffeln sollten Sicherungsaufgaben für alle Teile des Regiments wahrnehmen.
- Die Feldersatzstaffel sollte im Einsatzgebiet Personalersatz ausbilden und den Einheiten zuführen.